# Coenaletidae
Coenaletidae es una familia de Collembola con un género y dos especies reconocidas.

## Taxonomía
- Género Coenaletes - Bellinger PF, 1985
  - Coenaletes caribaeus - Bellinger PF, 1985
  - Coenaletes vangoethemi - (Jacquemart, S, 1980)[3]